# 姫路市立太市小学校
姫路市立太市小学校（ひめじしりつ おおいちしょうがっこう）は、兵庫県姫路市西脇に所在する公立小学校。

## 沿革
公式サイト「本校のあゆみ」による。
- 1891年（明治24年）7月 - 太市尋常小学校設立。
- 1912年（明治45年）4月 - 高等科併設。
- 1941年（昭和16年）4月1日 - 太市国民学校と改称。
- 1947年（昭和22年）4月1日 - 太市村立太市小学校と改称。
- 1954年（昭和29年）7月1日 - 太市村が姫路市に編入され、姫路市立太市小学校と改称。
- 1971年（昭和46年）10月 - 学校給食優良校文部大臣表彰。

太市校区は少子化の影響が著しく、姫路市教育委員会は本校を「早急に統合する必要がある」として早ければ2027年度にも姫路市立青山小学校との統合を目指す方針を明らかにした。

## 通学区域
- 太市中、西脇、相野、丸山、石倉[3]

進学先中学校の変遷
- 1947年度~1957年度 - 組合立大津茂中学校
- 1958年度 - 姫路市立白鳥中学校
- 1959年度~現行 - 姫路市立大白書中学校

## 通学区域が隣接している学校
- 姫路市立青山小学校
- 姫路市立白鳥小学校
- 姫路市立峰相小学校
- 姫路市立伊勢小学校
- たつの市立神岡小学校
- たつの市立小宅小学校
- 太子町立龍田小学校